# Violetta (série télévisée)
 (août 2021).
Si vous disposez d'ouvrages ou d'articles de référence ou si vous connaissez des sites web de qualité traitant du thème abordé ici, merci de compléter l'article en donnant les références utiles à sa vérifiabilité et en les liant à la section « Notes et références ».
 (août 2021).
Pour les articles homonymes, voir Violetta.
Soy Luna
Violetta est une série télévisée argentine réalisée par Jorge Nisco et coproduite par Disney Channel Latin America diffusée entre le 14 mai 2012 et le 6 février 2015.
En France en Belgique et en Suisse, la série est diffusée depuis le 1er octobre 2012 sur Disney Channel France puis, depuis le 13 octobre 2013, sur NT1 et en Belgique sur Club RTL. En Argentine, Disney Channel Latin América diffuse aussi un talk show intitulé The U-Mix Show, consacré à la série et dans lequel les acteurs apparaissent.
La première saison est disponible sur Disney + depuis le lancement de la plateforme, le 7 avril 2020 en France, la deuxième saison est également disponible dessus depuis le 29 mai 2020 et la troisième est aussi disponible depuis le 18 septembre 2020.

## Synopsis

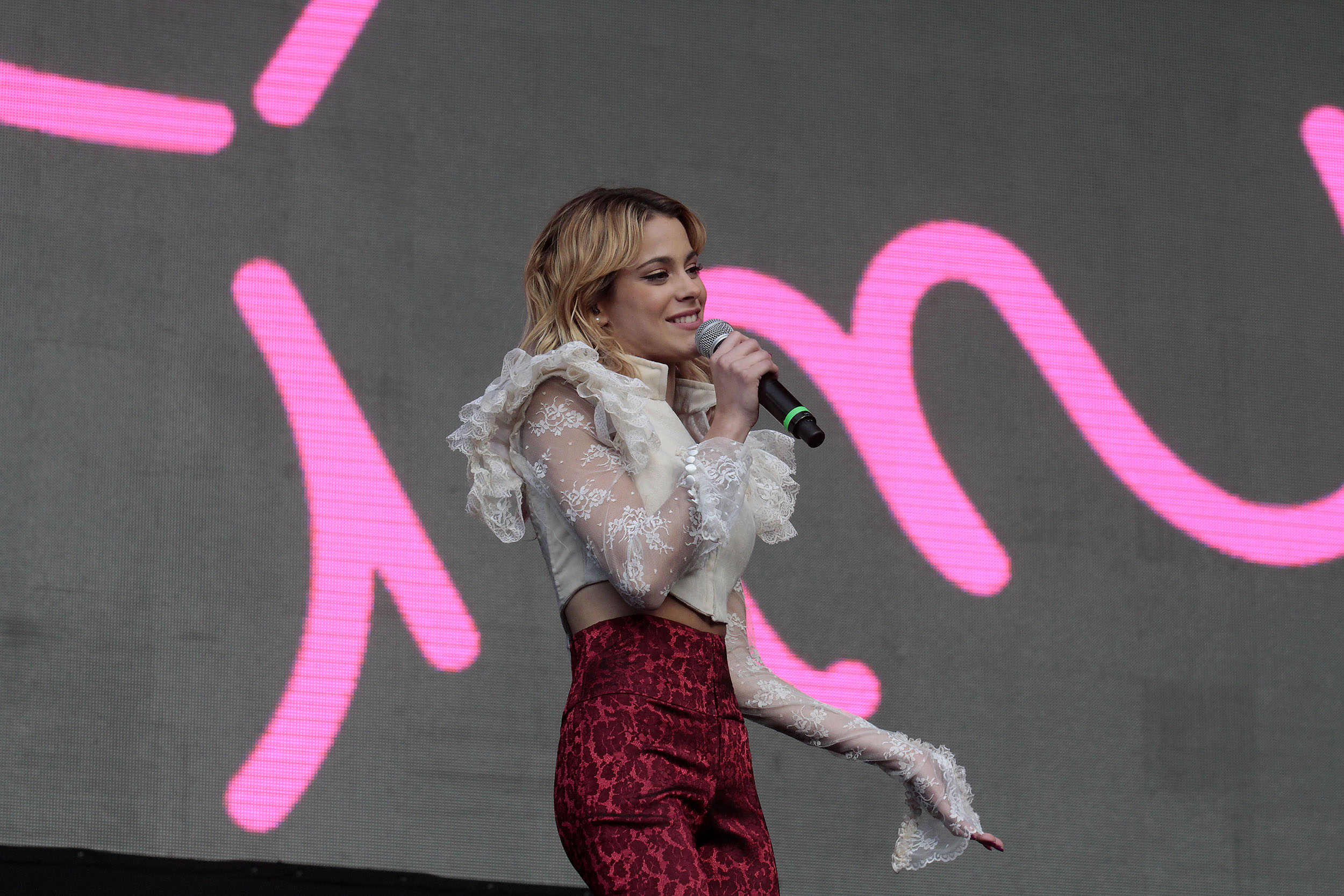
Martina Stoessel incarne Violetta Castillo, personnage principal de la série.

Violetta, née le 26 juin 1995 à Buenos Aires, est une jeune fille talentueuse, timide et réservée. Elle possède une voix magnifique, héritée de sa mère Maria, une célèbre chanteuse décédée lorsqu'elle était en tournée, alors que Violetta n’était encore qu’une enfant de cinq ans.
Surprotégée par son père, Violetta espère trouver le bonheur à son arrivée à Buenos Aires, sa ville natale. Admise dans une célèbre école des arts de la scène, sans que son père ne soit au courant, une toute nouvelle vie s’offre à elle. Elle découvre les joies de l’amitié et de l’amour mais également de terribles secrets sur sa propre famille.
Les épisodes alternent entre problèmes existentiels des personnages et musique, mêlant les histoires des adultes à celles des adolescents,.

## Fiche technique
- Titre original et français : Violetta
- Création : Víctor Tevah
- Réalisation : Jorge Nisco, Martín Saban, Matías Risi (Saison 1, épisodes 61 à 80)
- Scénario : Sebastián Parrotta, Solange Keoleyan, Ana Peña, Camilo Torres
- Production : Fernando Blanco, Adrián Suar ; Diego Carabelli, Tali Walters (exécutifs)
- Société(s) de production : Pol-ka Producciones et Disney Channel Latin America
- Société(s) de distribution : Disney Channel
- Pays d’origine :  Argentine
- Langue originale : espagnol
- Format : couleur — format HD — 1,66:1 — son numérique
- Genre : drame, romance, musique
- Nombre d'épisodes : 240 (3 saisons)
- Genre de série : mixte
- Durée : 45 minutes voire 50 min
- Dates de première diffusion :
  -  Argentine /  Italie /  Colombie /  Venezuela /  Mexique : 14 mai 2012
  -  France /  Suisse /  Belgique : 1er octobre 2012
  -  Belgique (Club RTL) : 2 septembre 2013
  -  Espagne : 17 septembre 2012
  -  Brésil : 10 septembre 2012
- Classification : tous publics

## Distribution
| Diego Ramos               | Germán Castillo           | Mathieu Moreau        | Principal  | Principal  | Principal  |            |            |
| Martina Stoessel          | Violetta Castillo         | Audrey d'Hulstère     | Principale | Principale | Principale |            |            |
| Pablo Espinosa            | Tomás Heredia             | Grégory Praet         | Principal  |            |            |            |            |
| Jorge Blanco              | León Vargas               | Thibaut Delmotte      | Principal  | Principal  | Principal  |            |            |
| Mercedes Lambre           | Ludmila Ferro             | Esther Aflalo         | Principale | Principale | Principale |            |            |
| Diego Domínguez Llort     | Diego Hernandez           | Matthias Billard      |            | Principal  | Principal  | Principal  |            |
| Lodovica Comello          | Francesca Cauviglia       | Nancy Philippot       | Principale | Principale | Principale |            |            |
| Facundo Gambandé          | Maxi Ponte                | Gauthier de Fauconval | Principal  | Principal  | Principal  |            |            |
| Candelaria Molfese        | Camila Torres             | Fanny Roy             | Principale | Principale | Principale |            |            |
| Alba Rico                 | Natalia Vidal             | Stéphane Flamand      | Principale | Principale | Principale |            |            |
| Nicolás Garnier           | Andrés Calixio            | Alessandro Bevilacqua | Principal  | Principal  | Principal  |            |            |
| Clara Alonso              | Angie Saramego            | Claire Tefnin         | Principal  | Principal  | Principal  |            |            |
| Damien Lauretta           | Clément Galán / Alex      | Nicolas Matthys       |            |            | Principal  | Principal  | Principal  |
| Samuel Nascimento         | Broduey                   | Stéphane Pelzer       | Principal  | Principal  | Principal  |            |            |
| Florencia Benítez         | Jade La Fontaine          | Sophie Landresse      | Principale | Principale | Principale |            |            |
| Alberto Fernández de Rosa | Antonio Fernández Vallejo | Daniel Nicodème       | Principal  | Principal  | Récurrent  | Récurrent  | Récurrent  |
| Joaquín Berthold          | Matías La Fontaine        | Antoni Lo Presti      | Principal  | Principal  | Principal  |            |            |
| Ezequiel Rodrìguez        | Pablo Galindo             | Sébastien Hébrant     | Principal  | Principal  | Principal  |            |            |
| Alfredo Allende           | Lisandro Ramallo          | Pascal Gruselle       | Principal  | Principal  | Principal  |            |            |
| Mirta Wons                | Olga Peña                 | Nathalie Hons         | Principale | Principale | Principale |            |            |
| Rodrìgo Pedréira          | Gregorio Casal            | Tony Beck             | Principal  | Principal  | Principal  |            |            |
| Pablo Sultani             | Roberto Benvenuto         | Romain Barbieux       | Principal  | Principal  | Principal  |            |            |
| Florencia Ortiz           | Priscila Ferro            | Guylaine Gibert       |            |            | Principale |            |            |
| Xabiani Ponce De León     | Marco Tavelli             | Pierre Le Bec         |            | Principal  | Récurrent  | Récurrent  | Récurrent  |
| Simone Lijoi              | Luca Cauviglia            | David Manet           | Principal  |            |            |            |            |
| Rodrigo Velilla           | Napo (Napoleón) Ferro     | Bruno Borsu           | Principal  |            |            |            |            |
| Artur Logunov             | Braco                     | Olivier Prémel        | Principal  |            |            |            |            |
| Ruggero Pasquarelli       | Federico                  | Aurélien Ringelheim   | Récurrent  | Récurrent  | Principal  | Principal  | Principal  |
| Carla Pandolfi            | Esmeralda Di Pietro       | Micheline Tziamalis   |            | Principale |            |            |            |
| Valentina Frione          | Jackie Saenz              | Frédérique Schürmann  |            | Principale |            |            |            |
| Valeria Baroni            | Lara                      | Prunelle Rulens       |            | Principale |            |            |            |
| Lucía Gil                 | Lena Vidal                | Pascale Chemin        | Récurrente | Récurrente | Récurrente |            |            |
| Diego Alcalá              | Marotti                   | Maxime Donnay         | Récurrent  | Récurrent  | Principal  | Principal  | Principal  |
| Soledad Comasco           | Marcela Parodi            | Valérie Muzzi         |            | Récurrente | Récurrente | Récurrente |            |
| Macarena Miguel           | Gery                      | Delphine Chauvier     |            |            | Principale | Principale | Principale |
| Rodrigo Frampton          | Milton Vinicius           | Frédéric Meaux        |            |            | Principal  | Principal  | Principal  |
| Nacho Gadano              | Nicolás Galán             | Erwin Grünspan        |            |            | Principal  | Principal  | Principal  |
| Julía Martínez Rubio      | Brenda                    | Monia Douieb          |            |            | Récurrente |            |            |
| Germán Tripel             | Rafa Palmer               | Alexandre Crépet      | Récurrent  |            |            |            |            |
| Lara Muñoz                | Agus Heredia              |                       | Récurrente |            |            |            |            |
| Sumi Justo                | Mara Ponte                |                       | Récurrente |            |            |            |            |
| Pedro Maurizi             | Maestro Sambrano          |                       | Récurrent  |            |            |            |            |
| Nilda Raggi               | Angélica Saramego         | Carine Seront         | Récurrente |            |            |            |            |
| Gerardo Velázquez         | Dionisio Juarez           | Emmanuel Dekoninck    |            | Récurrent  |            |            |            |
| Paloma Sirven             | Emma                      |                       |            | Récurrente |            |            |            |
| Luis Sabatini             | Oscar Cardozo             | Martin Spinhayer      |            | Récurrent  |            |            |            |
| Agustina Cabo             | Ambre Di Pietro           |                       |            | Récurrente |            |            |            |
| Justina Bustos            | Ana                       | Marie-Line Landerwyn  |            | Récurrente |            |            |            |
| Javier LQ                 | Felipe Diaz               | Bruno Borsu           |            |            | Récurrent  | Récurrent  | Récurrent  |
| Justyna Bojczuk           | Matylda                   | Alice Moons           |            |            | Récurrente | Récurrente | Récurrente |
| Nikole Castillo           | Andrea                    | Delphine Chauvier     | Invitée    |            |            |            |            |
| Yasmim Manaia             | Valeria                   |                       | Invitée    |            |            |            |            |
| Guido Pennelli            | Sebas                     | Alexis Flamant        | Invité     | Invité     | Invité     |            |            |
| Juan Ciancio              | Peter Punk                |                       | Invité     | Invité     | Invité     |            |            |
| Gastón Vietto             | Mateo                     |                       | Invité     | Invité     | Invité     |            |            |
| Victoria Racedo           | Maria Saramego            |                       | Invitée    | Invitée    |            |            |            |
| Bridgit Mendler           | Elle-même                 | Mélanie Dermont       |            | Invitée    |            |            |            |
| Marty Petrucci            | Martina Caviglia          |                       |            | Invitée    |            |            |            |
| Ross Lynch                | Lui-même                  | Maxime Donnay         |            |            | Invité     | Invité     | Invité     |
| Riker Lynch               | Lui-même                  |                       |            |            | Invité     | Invité     | Invité     |
| Rydel Lynch               | Elle-même                 |                       |            |            | Invitée    | Invitée    | Invitée    |
| Rocky Lynch               | Lui-même                  |                       |            |            | Invité     | Invité     | Invité     |
| Ellington Ratliff         | Lui-même                  |                       |            |            | Invité     | Invité     | Invité     |

## Saisons
| Saisons | Épisodes | Épisodes | Émission originale | Émission originale |
| Saisons | Épisodes | Épisodes | Début              | Fin                |
| ------- | -------- | -------- | ------------------ | ------------------ |
| 1       | 80       | 40       | 14 mai 2012        | 6 juillet 2012     |
| 1       | 80       | 40       | 3 septembre 2012   | 26 octobre 2012    |
| 2       | 80       | 40       | 29 avril 2013      | 21 juin 2013       |
| 2       | 80       | 40       | 19 août 2013       | 11 octobre 2013    |
| 3       | 80       | 20       | 28 juillet 2014    | 22 août 2014       |
| 3       | 80       | 20       | 22 septembre 2014  | 17 octobre 2014    |
| 3       | 80       | 20       | 17 novembre 2014   | 12 décembre 2014   |
| 3       | 80       | 20       | 12 janvier 2015    | 6 février 2015     |

## Production
L'enregistrement de la première saison de Violetta a commencé en septembre 2011 à Buenos Aires, en Argentine, et a duré environ 7 mois. Cette série est la première coproduction qui a eu lieu entre l'Amérique latine, l'Europe, le Moyen-Orient et l'Afrique. La série a été entièrement tournée en format haute définition.
Le 31 décembre 2011, une émission spéciale intitulée Celebración a été diffusée sur Disney Channel en Amérique latine, émission dans laquelle Martina Stoessel a interprété la chanson Tu Resplandor. Il a été annoncé que la série serait lancée sur Disney Channel courant 2012. Le casting a d'abord été présenté le 22 décembre 2011. Au début du mois de mars 2012, aucune date de sortie pour Violetta n'avait été annoncée. À la mi-mars 2012, Disney Channel a commencé à diffuser des publicités et des promotions pour la série, dont le premier épisode a été diffusé en France pour la première fois le 1er octobre 2012. Depuis lors, la série passe du lundi au vendredi à 18h30 sur Disney Channel.
La chanson En Mi Mundo, interprétée par Martina Stoessel, a été mise en ligne sur le site officiel de Disney Channel en Amérique latine début avril 2012, dans le cadre de la BO de la série. Cette même chanson a été diffusée le 5 avril 2012 dans tous les pays d'Amérique latine dans l'émission Zapping Zone sur Disney Channel. Il a été annoncé le 4 avril 2012 dans le quotidien mexicain La Cronica De Hoy que la série Violetta serait diffusée en mai 2012 et la date exacte de la diffusion, le 14 mai 2012, a été confirmée le 11 avril. Le tournage de la saison 2 s'est terminé le 30 mai 2013. La saison 2 a débuté le 29 avril en Argentine et le 30 septembre en France. Il a été aussi annoncé entre mi-septembre et début octobre qu'il y aurait une 3e saison qui sera tournée vers le mois d'avril et diffusée en Argentine à partir du 28 juillet 2014. La saison 3 est diffusée depuis le 13 octobre 2014 en France.
Le tournage de la saison 3 s'est terminé le 28 novembre 2014 à Buenos Aires. Le dernier épisode de la saison 3 est diffusé le 6 février 2015 en Amérique latine.
Violetta devait au départ s'appeler « Esperanza Mia », ce qui signifie espérance en français. Mais ce titre ne sonnait pas bien pour les européens. Les producteurs de Violetta se mirent alors d'accord pour le nom de « Violetta », en l'honneur du nom de l'héroïne.

## Épisodes

### Première saison (2012)
Violetta, une jeune fille âgée de 15 ans, revient dans sa ville natale Buenos Aires après avoir vécu au gré des voyages professionnels de son père. Celui-ci, surprotecteur, n'a jamais laissé sa fille entretenir de relation autre qu'avec les membres du personnel. En outre, de nombreux secrets hantent sa famille, notamment la disparition de sa célèbre mère, la chanteuse Maria Seramego dont son père Germán ne parle jamais de peur qu'elle suive le parcours de sa mère. Ou encore, les membres de la famille maternelle de Violetta qu'il fait passer pour inexistants… C'est grâce à cette nouvelle vie que Violetta va découvrir son passé familial, apprendre les peines et les joies de l'amitié et de l'amour. Ainsi que sa passion inconditionnelle pour le chant que son père lui refuse.

### Deuxième saison (2013)
La saison 2 a été tournée en Argentine dès novembre 2012. Le premier épisode a été diffusé le 29 avril 2013.
Durant cette saison, Violetta fait la rencontre d'un nouveau prétendant nommé Diego. Celui-ci se met entre León et Violetta qui, eux, viennent tout juste de se remettre ensemble. Diego réussit finalement à séparer le couple à la suite de nombreuses manigances et obtient alors le cœur de Violetta. En vérité, toute cette mascarade était un plan organisé par Ludmila qui elle était amie avec Diego depuis qu'ils étaient tout jeunes. Ludmila n'a jamais abandonné son objectif principal qui était de faire renvoyer Violetta. Violetta fait face à différents problèmes comme l'arrestation de son père qui lui sera victime d'un piège programmé par Matias et Jade, son ex-compagne. Ensuite, Violetta perd sa voix en milieu de saison et fait du playback.. Au niveau du reste du groupe, Maxi et Nata sortent ensemble, Francesca fait la rencontre d'un jeune garçon nommé Marco un ami de Diego dont elle tombe amoureuse, Camila et Broduey rencontrent beaucoup de difficultés dans leur couple et se séparent à plusieurs reprises. Camila rencontre Seba (batteur des Rock Bones) tous deux se rapprochent et se mettent en couple mais se séparent rapidement car elle se rend compte de son amour pour Broduey. Andrès sort avec la fille du Maire de la ville, Emma mais la relation ne dure pas. Olga fait la rencontre du garde du corps d'Emma la petite amie d'Andrés. Germán fait la rencontre d'Esmeralda, qui elle, fait partie d'un plan manigancé par Jade qui veut se venger de son ex compagnon, Germán. León a deux passions, le motocross et la musique, à plusieurs reprises, il doit choisir. Après sa séparation avec Violetta, León se voit révéler une certaine attirance pour Lara, sa mécanicienne qui elle en était secrètement amoureuse, ils finissent par se mettre ensemble. Malgré leurs relations respectives et leurs nombreuses disputes, Leon et Violetta ont toujours des sentiments l'un pour l'autre mais se l'avouent tardivement. Le père de Violetta souhaite garder un œil sur Violetta, et se fait alors passer pour un nouveau professeur de piano au studio nommé Jeremias. Tout le monde se familiarise avec lui, y compris Angie mais celle-ci a rapidement découvert la vérité. Elle se sent trahit et décide de partir s'installer en France pour quelque temps. Plus tard, Violetta découvrira également la vérité sur son père qui est Jeremias puis sur le plan que Diego et Ludmila manigance contre elle. La saison 2 se termine avec une surprise que German a organisé avec Leon pour violetta qui finissent par se réconcilier et par un baiser leonetta

### Troisième saison (2014-2015)
Violetta fête ses 17 ans. C'est sa dernière année au Studio. Elle et León sont toujours aussi amoureux mais cela ne va pas durer car deux nouveaux personnages ; Gery et Clément; risquent de bouleverser le couple en tombant respectivement amoureux de León et Violetta. Camila et Broduey sont ensemble jusqu'à l'arrivée des Rock Bones puis le couple se reforme à leur départ. Francesca et Marco seront toujours en couple jusqu’à ce que celui-ci annonce à Francesca qu'il doit, pour sa carrière, s'en aller vivre à Londres. Diego et Francesca deviennent amis mais se rendent compte qu'ils éprouvent des sentiments l'un pour l'autre et décident alors de vivre leur relation secrètement par peur de blesser Violetta. Maxi et Nata sont en couple malgré quelques petites querelles passagères. Ludmila est en couple avec Federico qui lui est en Italie pour quelque temps. Ludmila a toujours du mal à supporter Violetta jusqu’à ce qu'un évènement les réunissent : Germán et Priscilla (la mère de Ludmila) tombent amoureux et décident de vivre ensemble. Au fur et à mesure, on pourra voir que la relation entre Ludmila et Violetta devient compliquée. Violetta et León se séparent à nouveau. Pour se rapprocher de León, Violetta entraînera Francesca dans sa supercherie. Angie fait son grand retour et sera surprise du nouveau couple Priscila/Germán. Ludmila et Violetta sont donc sœurs par alliance malgré leurs mécontentements. Parallèlement, Gregorio quitte le studio pour créer un nouvel établissement d'enseignement de chant : Art Rebel, avec son fils Diego. Mais la mort d'Antonio bouleverse le Studio et Gregorio se doit d'être aux côtés de Pablo. Olga souhaite une demande en mariage de la part de Ramallo mais celui-ci ne se décide pas. Plus tard, elle tombe sous le charme de Roberto et réciproquement, Ramallo se rend alors compte de son erreur et de son amour pour Olga. Cela prend la tournure d'un triangle amoureux. Plus tard, Ramallo, Olga et Roberto forment un groupe de musique qui se nomme "Espace Personnel". Priscila, la mère de Ludmila et Germán, le père de Violetta décident de célébrer leur union qui rapproche davantage la famille. Quant à Matías, il est toujours en couple avec Marcela Parodi. Jade, elle, rencontre Nicolas, le père de Clément et commence à tisser des liens avec lui-même si elle reste folle amoureuse de Germán. Elle décide de l'épouser pour faire souffrir German. Clément (le fils de Nicolás) entre au Studio sous le nom d'Alex pour ne pas être reconnu car son père est contre l'idée qu'il fasse de la musique et préfère qu'il se consacre au marketing. Leon tombe amoureux de Roxy et Violetta décide d'arrêter de se déguiser sous les traits de Roxy. Elle accepte un dernier rendez-vous avec León mais ce dernier la reconnaît à la suite d'un baiser et décide de ne plus parler à Violetta. Violetta est bouleversée. Finalement, León se rend compte que ses sentiments envers Violetta sont trop forts et décide de lui pardonner. Dans les derniers épisodes, ils finissent par se remettre ensemble et jurent de s'aimer pour toute la vie. Parallèlement, Violetta apprend que Francesca et Diego sortent ensemble en secret. Très déçue par l'attitude de son amie, qui lui a caché cette relation au lieu de lui en parler, Violetta ne veut plus parler à Francesca. Elles finissent par redevenir amies et Diego et Francesca peuvent vivre leur relation au grand jour. Priscilla s'avère être méchante et le pourquoi Ludmila veut à tout prix réussir. Après avoir fait plusieurs erreurs (pousser Violetta dans les escaliers, couper les freins de la voiture d'Angie, etc.), German et Priscilla se séparent et Priscilla part dans un centre. Dans le dernier êpisode, grâce à Ludmila et Violetta, German demande en mariage Angie qui accepte.

## Personnages de la série
1. Violetta Castillo interprétée par Martina Stoessel. : Violetta est la protagoniste de la série. Elle est une adolescente talentueuse et passionnée par la musique. Timide et réservée au début, elle découvre ses talents artistiques et se trouve plongée dans un monde de musique, de danse et de passion. Dès sa rencontre avec Tomàs elle a un coup de foudre pour ce dernier. À la suite du départ de Tomás en Espagne, elle finira par développer des sentiments pour Léon.
2. Tomás Heredia : Tomás est le personnage principal masculin de la série. Il est le premier amour de Violetta. Il est un musicien doué et un joueur de guitare talentueux. Tomás est un garçon sensible, sincère et romantique, qui tombe amoureux de Violetta dès son arrivée à Buenos Aires. Il fait chavirer le coeur de Violetta, Ludmila et Francesca. Il est interprété par Pablo Espinosa.
3. León Vargas : León est un garçon très sure de lui et populaire. Il est charismatique et talentueux en tant que chanteur. Au début, il est distant et mystérieux, mais il tombe rapidement amoureux de Violetta. Il change ses mauvais comportements pour tenter de la conquérir. À partir de la saison 2, il à le rôle principal masculin à la suite du départ de Tomás. León est joué par Jorge Blanco
4. Ludmila Ferro : Ludmila est la rivale de Violetta. Elle est belle, sûre d'elle et populaire. Ludmila est jalouse du talent de Violetta et cherche constamment à la dépasser. Malgré son attitude arrogante, elle cache une certaine vulnérabilité. Ludmila est jouée par Mercedes Lambre.
5. Diego Hernández : Diego est un chanteur talentueux. Au début, il essaie de gagner le cœur de Violetta pour se venger avec Ludmila, mais il finit par développer de vrais sentiments pour elle. Diego est interprété par Diego Domínguez.
6. Francesca Caviglia : Francesca est la meilleure amie de Violetta. Elle est intelligente, drôle et artistiquement douée. Francesca soutient Violetta dans tous ses projets et est toujours présente pour elle. Elle est jouée par Lodovica Comello.
7. Camila Torres : Camila est une autre amie proche de Violetta. Elle est extravertie, amusante et aime la musique. Camila est une fille avec un grand sens de l'humour et est toujours prête à aider ses amis. Elle est interprétée par Candelaria Molfese.
8. Maxi Ponte : Maxi est l'ami et le collaborateur de Violetta. Il est passionné de musique et d'informatique. Maxi est intelligent et un peu maladroit, mais il apporte toujours sa créativité et son soutien à Violetta. Maxi est joué par Facundo Gambandé.
9. Andrés : Andrés est le meilleur ami de León et fait partie de son groupe musical. Il est calme, intelligent et aime aider ses amis. Andrés est joué par Nicolás Garnier.
10. Nata Vidal : Nata est le bras droit de ludmila ainsi que sa meilleure amie. Elle est passionnée par la mode et méprise les autres. Au fond d'elle-même, elle manque d'assurance et pense que le seul moyen d'avoir du succès est de faire partie de la bande des « cool ». Nata est jouée par Alba Rico

## Réception en Europe
En France, ainsi qu'en Europe, la telenovela parfois décrite comme soap, rencontre un succès important dès l'année 2013, chose soulignée comme assez rare pour une série télévisée d'origine sud-américaine. Pour beaucoup, ce succès est notamment dû aux doublages des dialogues, surtout dans les pays francophones, dont les puristes ne tarissent pas d'éloges. Seul bémol, les chansons ne sont pas doublées. Outre le sujet principal ou les scénarios qui plaisent aux téléspectateurs, d'une façon plus générale la gratuité de Disney Channel sur les box depuis 2011 concourt en partie au succès des séries issues de cette chaîne dont Violetta.
En dehors de la série, Martina Stoessel donne en janvier 2014 sous le nom de Violetta plusieurs concerts au Grand Rex. Plus de 20 000 billets d'entrée sont vendus en moins d'une journée. Une série de 8 concerts est organisée en France. Les produits dérivés tirés de la série rencontrent eux aussi un succès commercial significatif. La tournée a lieu également en Espagne ainsi qu'en Italie.

## Programmes liés

### The U-Mix Show
The U-Mix Show est un programme hebdomadaire qui diffuse un résumé hebdomadaire de la série et les interviews des acteurs. Il est présenté par Robert Gonzalez et Daniel Martins.

### El V-Log de Francesca
Le Blog de Francesca est une websérie mettant en vedette Lodovica Comello, l'artiste qui interprète Francesca Caviglia, dans sa chambre. La mini-série comprend 16 épisodes. Le premier a été diffusé le 10 juin 2012 et la websérie a duré jusqu'au 22 octobre 2012.

## Tournées

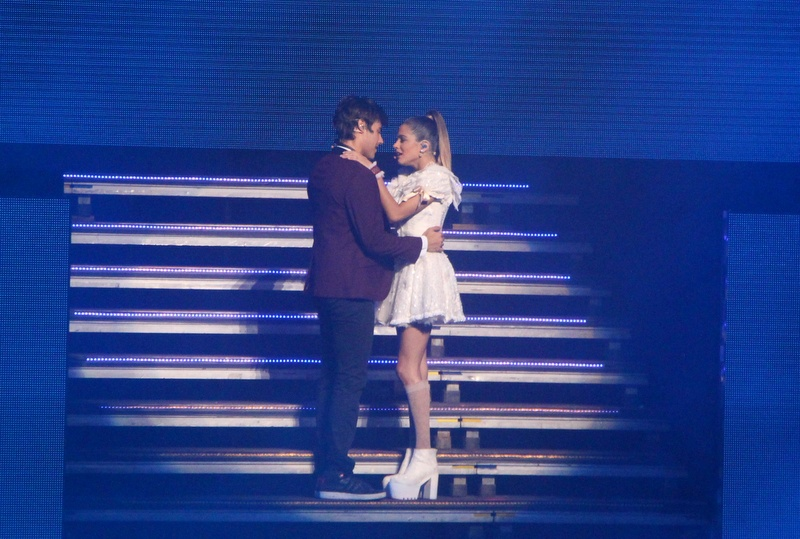
Tini Stoessel et Jorge Blanco lors de la tournée.

### Violetta En Vivo
Du 13 juillet 2013 au 3 mars 2014, les acteurs de Violetta démarrent une tournée appelée Violetta en Vivo. La tournée passe par 13 pays différents en Europe et Amérique latine.

### Violetta Live
Une tournée a débuté le 3 janvier 2015, c'est la première fois qu'une tournée de la série commence en Europe. Cette tournée passera par 19 pays. Les acteurs Lodovica Comello, Nicolás Garnier et Xabiani Ponce De León ont confirmé qu'ils n'y participeront pas.

## Bande originale
Le premier album de Violetta est sorti le 5 juin 2012 en Argentine et le 14 décembre 2012 en France. Seule la musique En Mi Mundo et Habla si Puedes sont  signées Martina Stoessel.
Le deuxième album, Cantar Es Lo Que Soy  est sorti le 23 novembre 2012 en Argentine et le 18 mars 2013 en France. Seule la musique  Te Esperaré  est signé Jorge Blanco
Le troisième album, Hoy Somos Más, est sorti le 11 juin 2013 en Argentine et le 30 septembre 2013 en France. Seules les chansons Como Quieres et  Soy Mi Mejor Momento sont signées Martina Stoessel
Le quatrième album, Gira Mi Canción, est sorti le 21 juin 2014 en Argentine et le 18 août 2014 en France. Il y a 8 chansons en solo dont 3 (Supercreativa ; Descubri ; Underneath It All) signées Martina Stoessel
Le titre Queen Of The Dance Floor n'est pas disponible en France car Disney Channel Argentine a été accusé d'avoir plagié la chanson Come Back Again du groupe de K-pop Infinite.
Un cinquième et dernier album de la série Violetta, Crecimos Juntos, sort le 20 mars 2015 en Argentine. En France, l'album est sorti le 20 avril 2015. Il y a deux chansons en duo (Mas que Dos et Abrazame y veras) et 2 chansons chantées en Italien.

## Diffusion internationale
| Pays/Région            | Chaîne                                  | Date de première diffusion (saison 1) | Date de première diffusion (saison 2) | Date de première diffusion (saison 3) | Titre      |
| ---------------------- | --------------------------------------- | ------------------------------------- | ------------------------------------- | ------------------------------------- | ---------- |
| Argentine              | Disney Channel Latin America            | 14 mai 2012                           | 29 avril 2013                         | 28 juillet 2014                       | Violetta   |
| Bolivie                | Disney Channel Latin America            | 14 mai 2012                           | 29 avril 2013                         | 28 juillet 2014                       | Violetta   |
| Chili                  | Disney Channel Latin America            | 14 mai 2012                           | 29 avril 2013                         | 28 juillet 2014                       | Violetta   |
| Colombie               | Disney Channel Latin America            | 14 mai 2012                           | 29 avril 2013                         | 28 juillet 2014                       | Violetta   |
| Costa Rica             | Disney Channel Latin America            | 14 mai 2012                           | 29 avril 2013                         | 28 juillet 2014                       | Violetta   |
| Équateur               | Disney Channel Latin America            | 14 mai 2012                           | 29 avril 2013                         | 28 juillet 2014                       | Violetta   |
| Guatemala              | Disney Channel Latin America            | 14 mai 2012                           | 29 avril 2013                         | 28 juillet 2014                       | Violetta   |
| Honduras               | Disney Channel Latin America            | 14 mai 2012                           | 29 avril 2013                         | 28 juillet 2014                       | Violetta   |
| Mexique                | Disney Channel Latin America            | 14 mai 2012                           | 29 avril 2013                         | 28 juillet 2014                       | Violetta   |
| Paraguay               | Disney Channel Latin America            | 14 mai 2012                           | 29 avril 2013                         | 28 juillet 2014                       | Violetta   |
| Pérou                  | Disney Channel Latin America            | 14 mai 2012                           | 29 avril 2013                         | 28 juillet 2014                       | Violetta   |
| République dominicaine | Disney Channel Latin America            | 14 mai 2012                           | 29 avril 2013                         | 28 juillet 2014                       | Violetta   |
| Uruguay                | Disney Channel Latin America            | 14 mai 2012                           | 29 avril 2013                         | 28 juillet 2014                       | Violetta   |
| Venezuela              | Disney Channel Latin America            | 14 mai 2012                           | 29 avril 2013                         | 28 juillet 2014                       | Violetta   |
| Italie                 | Disney Channel Italia                   | 14 mai 2012                           | 3 juin 2013                           | 20 octobre 2014                       | Violetta   |
| Brésil                 | Disney Channel Brazil                   | 10 septembre 2012                     | 19 août 2013                          | 22 septembre 2014                     | Violetta   |
| Israël                 | Disney Channel Israël                   | 3 septembre 2012                      | 29 septembre 2013                     | 8 février 2015                        | ויולטה     |
| Espagne                | Disney Channel España                   | 17 septembre 2012                     | 23 septembre 2013                     | 22 septembre 2014                     | Violetta   |
| France                 | Disney Channel France                   | 1er octobre 2012                      | 30 septembre 2013                     | 13 octobre 2014                       | Violetta   |
| Belgique               | Disney Channel France                   | 1er octobre 2012                      | 30 septembre 2013                     | 13 octobre 2014                       | Violetta   |
| Suisse                 | Disney Channel France                   | 1er octobre 2012                      | 30 septembre 2013                     | 13 octobre 2014                       | Violetta   |
| Russie                 | Disney Channel Russia                   | 15 octobre 2012                       | 30 septembre 2013                     | 2 février 2015                        | Виолетта   |
| Turquie                | Disney Channel Turkey                   | 18 février 2013                       | 8 novembre 2014                       | Inconnu                               | Violetta   |
| Pologne                | Disney Channel Polska                   | 18 février 2013                       | 21 octobre 2013                       | 10 novembre 2014                      | Violetta   |
| Roumanie               | Disney Channel Romania                  | 18 février 2013                       | 21 octobre 2013                       | 10 novembre 2014                      | Violetta   |
| Bulgarie               | Disney Channel Bulgaria                 | 18 février 2013                       | 21 octobre 2013                       | 10 novembre 2014                      | Violetta   |
| Royaume-Uni            | Disney Channel (Royaume-Uni et Irlande) | 22 juillet 2013                       | 1er juin 2015                         | Inconnu                               | Violetta   |
| Irlande                | Disney Channel (Royaume-Uni et Irlande) | 22 juillet 2013                       | 1er juin 2015                         | Inconnu                               | Violetta   |
| Monde arabe            | Disney Channel (Moyen-Orient)           | 26 août 2013                          | 25 août 2014                          | Inconnu                               | Violetta   |
| Afrique du Sud         | Disney Channel (Afrique du Sud)         | 26 août 2013                          | 25 août 2014                          | Inconnu                               | Violetta   |
| Grèce                  | Disney Channel (Grèce)                  | 26 août 2013                          | Inconnu                               | Inconnu                               | Βιολέττα   |
| Pays-Bas               | Disney Channel (Pays-Bas et Flandre)    | 16 septembre 2013                     | 28 avril 2014                         | Inconnu                               | Violetta   |
| Belgique               | Disney Channel (Pays-Bas et Flandre)    | 16 septembre 2013                     | 28 avril 2014                         | Inconnu                               | Violetta   |
| Portugal               | Disney Channel Portugal                 | 16 septembre 2013                     | 22 septembre 2014                     | Inconnu                               | Violetta   |
| Åland                  | Disney Channel Scandinavia              | 14 octobre 2013                       | 18 octobre 2014                       | Inconnu                               | Violetta   |
| Danemark               | Disney Channel Scandinavia              | 14 octobre 2013                       | 18 octobre 2014                       | Inconnu                               | Violetta   |
| Finlande               | Disney Channel Scandinavia              | 14 octobre 2013                       | 18 octobre 2014                       | Inconnu                               | Violetta   |
| Groenland              | Disney Channel Scandinavia              | 14 octobre 2013                       | 18 octobre 2014                       | Inconnu                               | Violetta   |
| Islande                | Disney Channel Scandinavia              | 14 octobre 2013                       | 18 octobre 2014                       | Inconnu                               | Violetta   |
| Îles Féroé             | Disney Channel Scandinavia              | 14 octobre 2013                       | 18 octobre 2014                       | Inconnu                               | Violetta   |
| Norvège                | Disney Channel Scandinavia              | 14 octobre 2013                       | 18 octobre 2014                       | Inconnu                               | Violetta   |
| Australie              | Disney Channel Australia                | 18 octobre 2013                       | Inconnu                               | Inconnu                               | Violetta   |
| Nouvelle-Zélande       | Disney Channel Australia                | 18 octobre 2013                       | Inconnu                               | Inconnu                               | Violetta   |
| Slovaquie              | Disney Channel (République tchèque)     | 11 novembre 2013                      | 20 octobre 2014                       | Inconnu                               | Violetta   |
| République tchèque     | Disney Channel (République tchèque)     | 11 novembre 2013                      | 20 octobre 2014                       | Inconnu                               | Violetta   |
| Hongrie                | Disney Csatorna                         | 11 novembre 2013                      | 20 octobre 2014                       | Inconnu                               | Violetta   |
| Singapour              | Disney Channel Asia                     | 3 mars 2014                           | Inconnu                               | Inconnu                               | Violetta   |
| Allemagne              | Disney Channel Deutschland              | 1er mai 2014                          | 16 mars 2015                          | Inconnu                               | Violetta   |
| Autriche               | Disney Channel Deutschland              | 1er mai 2014                          | 16 mars 2015                          | Inconnu                               | Violetta   |
| Liechtenstein          | Disney Channel Deutschland              | 1er mai 2014                          | 16 mars 2015                          | Inconnu                               | Violetta   |
| Suisse                 | Disney Channel Deutschland              | 1er mai 2014                          | 16 mars 2015                          | Inconnu                               | Violetta   |
| Malaisie               | Disney Channel Asia                     | 5 mai 2014                            | Inconnu                               | Inconnu                               | Violetta   |
| Philippines            | Disney Channel Asia                     | 5 mai 2014                            | Inconnu                               | Inconnu                               | Violetta   |
| Indonésie              | Disney Channel Asia                     | 5 mai 2014                            | Inconnu                               | Inconnu                               | Violetta   |
| Thaïlande              | Disney Channel Asia                     | 5 mai 2014                            | Inconnu                               | Inconnu                               | Violetta   |
| Vietnam                | Disney Channel Asia                     | 5 mai 2014                            | Inconnu                               | Inconnu                               | Violetta   |
| Taiwan                 | Disney Channel Asia                     | 19 janvier 2015                       | Inconnu                               | Inconnu                               | 音樂情人夢 |

## Sorties DVD

### France
- 26 juin 2013 : Saison 1, partie 1
- 28 août 2013 : Saison 1, partie 2
- 6 novembre 2013 : Saison 1, partie 3
- 5 février 2014 : Saison 1, partie 4
- 30 mars 2014 : Saison 2, partie 1
- 30 avril 2014 : Saison 2, partie 2
- 28 mai 2014 : Saison 2, partie 3
- 18 juin 2014 : Le concert de Violetta
- 25 juin 2014 : Saison 2, partie 4
- 12 novembre 2014 : Viva Violetta
- 11 février 2015 : Saison 3, partie 1
- 8 avril 2015 : Saison 3, partie 2
- 17 juin 2015 : Saison 3, partie 3
- 26 août 2015 : Saison 3, partie 4